# Église Saint-Jean-Baptiste des Farguettes
Pour les articles homonymes, voir église des Farguettes.
L'église Saint-Jean-Baptiste des Farguettes est un édifice religieux catholique situé au hameau hameau des Farguettes, à Crespinet, dans le Tarn, en région Occitanie (France).

## Description
Construite au XVe siècle, l'église Saint-Jean-Baptiste des Farguettes sert aujourd'hui de chapelle de dévotion.
L'édifice, dédié à Jean le Baptiste, est composé d'une partie à chevet plat d'une dizaine de mètres, ouverte par des baies gothiques, ainsi que d'une chapelle en hémicycle, bien plus grande que l'autre partie de l'église. Ces deux parties, malgré leur extrême différence, sont de la même époque, car la chapelle était sûrement réservée aux seigneurs des Farguettes.
L'église Saint-Jean des Farguettes est inscrite au titre de monument historique par arrêté du 29 décembre 1978, accompagnée d'une croix de pierre sculptée sur les deux faces, incluse dans le mur du cimetière.